# Elín Klara Þorkelsdóttir
Elín Klara Þorkelsdóttir (* 14. September 2004 in Reykjavík, Island) ist eine isländische Handballspielerin, die für die isländische Nationalmannschaft aufläuft.

## Karriere

### Im Verein
Elín Klara Þorkelsdóttir läuft für die Handballmannschaft von Haukar Hafnarfjörður auf. Bis zum Jahr 2020 spielte sie auch Fußball für Haukar, mit deren Damenmannschaft sie in der 1. deild kvenna antrat. In der Saison 2022/23 wurde die Rückraumspielerin zur besten Spielerin der höchsten isländischen Handballspielklasse gewählt. Mit Haukar stand sie in der darauffolgenden Spielzeit im Finale der isländischen Meisterschaft, in dem Valur Reykjavík erfolgreich seinen Titel verteidigte. Im Sommer 2025 wird sie zum schwedischen Erstligisten IK Sävehof wechseln.

### In Auswahlmannschaften
Elín Klara Þorkelsdóttir nahm mit der isländischen Jugendnationalmannschaft an der EHF U-17-Championship 2021 teil, einem Wettbewerb für Nationalmannschaften, die sich nicht für die U-17-Europameisterschaft qualifizieren konnten. Das Turnier beendete Island auf dem zweiten Platz. Im folgenden Jahr belegte sie mit Island den achten Platz bei der U-18-Weltmeisterschaft. Mit der isländischen Juniorinnennationalmannschaft nahm im Jahr 2023 an der U-19-Europameisterschaft teil und schloss das Turnier auf dem dreizehnten Platz ab. Elín Klara Þorkelsdóttir gehörte dem Aufgebot der isländischen A-Nationalmannschaft für die Weltmeisterschaft 2023 an, jedoch verhinderte letztendlich eine Knöchelverletzung die Teilnahme. Im folgenden Jahr lief sie letztmals bei der U-20-Weltmeisterschaft 2024 für die isländische Juniorinnenauswahl auf, die das Turnier auf dem siebten Platz beendete. Mit Island nahm sie an der Europameisterschaft 2024 teil, bei der sie mit ihrer Mannschaft nach der Vorrunde ausschied. Im Turnierverlauf erzielte sie elf Treffer.